# Cerro de la Estrella Nemzeti Park
A Cerro de la Estrella Nemzeti Park (spanyolul Parque Nacional Cerro de la Estrella , jelentése: „a csillag hegye”) Mexikó egyik nemzeti parkja.

## Leírás
A Cerro de la Estrella nevű kialudt vulkánt magába foglaló, kis területű (kevesebb mint 12 km²) park a főváros, Mexikóváros Iztapalapa nevű kerületében található, lakóterületekkel körbeépítve. A 225 méteres relatív magasságú hegy indián neve Huixchtecatl volt (ez a szó a huizache fa nevéből származik), mai nevét a rajta később felépült Estrella nevű haciendáról kapta. A csúcsra vezető szilárd burkolatú út észak felől indul, és elhalad a Museo Fuego Nuevo nevű múzeum mellett is, ahol a hegyen talált régészeti leleteket állítják ki. A helyszínen a középső proklasszikus kor óta folyamatosan éltek emberek, a régészek több helyszínen is feltártak a klasszikus, valamint a korai és a késői posztklasszikus korból származó lakó- és ceremoniális építményeket. A hely jellegzetessége, hogy az őslakók 52 évente úgynevezett Új Tűz szertartást tartottak, amelynek célja az volt, hogy a „Nap ne haljon meg”.
A hegyen legalább 60 barlang is található, amelyek egy részét az indiánok is használták, ma pedig több közülük bűnözők és más lezüllött egyének tanyájaként szolgál. Az úgynevezett Ördög Barlangjában („Cueva del Diablo”) ma is vannak, akik sátánista vagy más hasonló szertartásokat végeznek.

## Élővilág
A várossal való körbeépítettség miatt élővilága nem mutat rendkívüli gazdagságot, de néhány endémikus faj megtalálható itt: az Echeandia mexicana nevű agávéforma növény, a poszméhkolibri, a feketehátú trupiál, a Sceloporus torquatus nevű békagyíkféle, a fehérhasú ökörszem és a vöröskabátos rigó.

## Képek

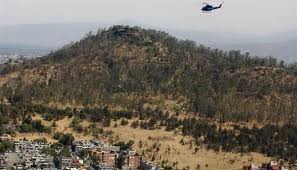
A hegy látképe
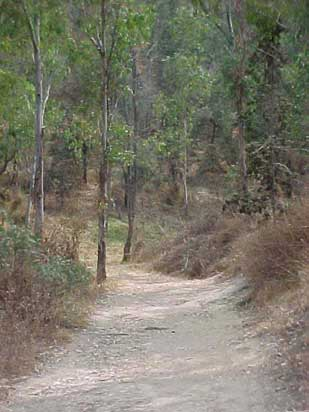
Út
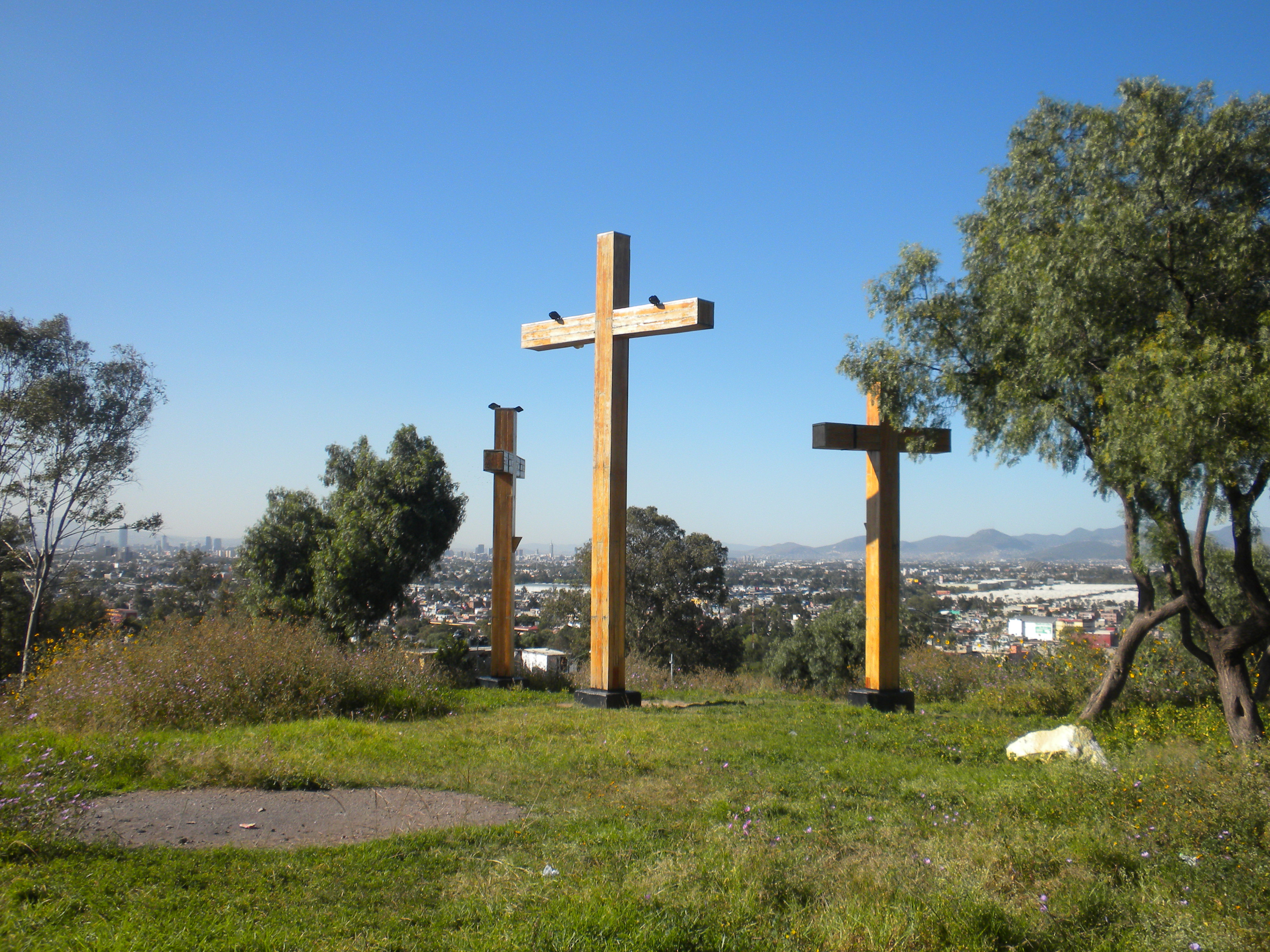
Keresztek
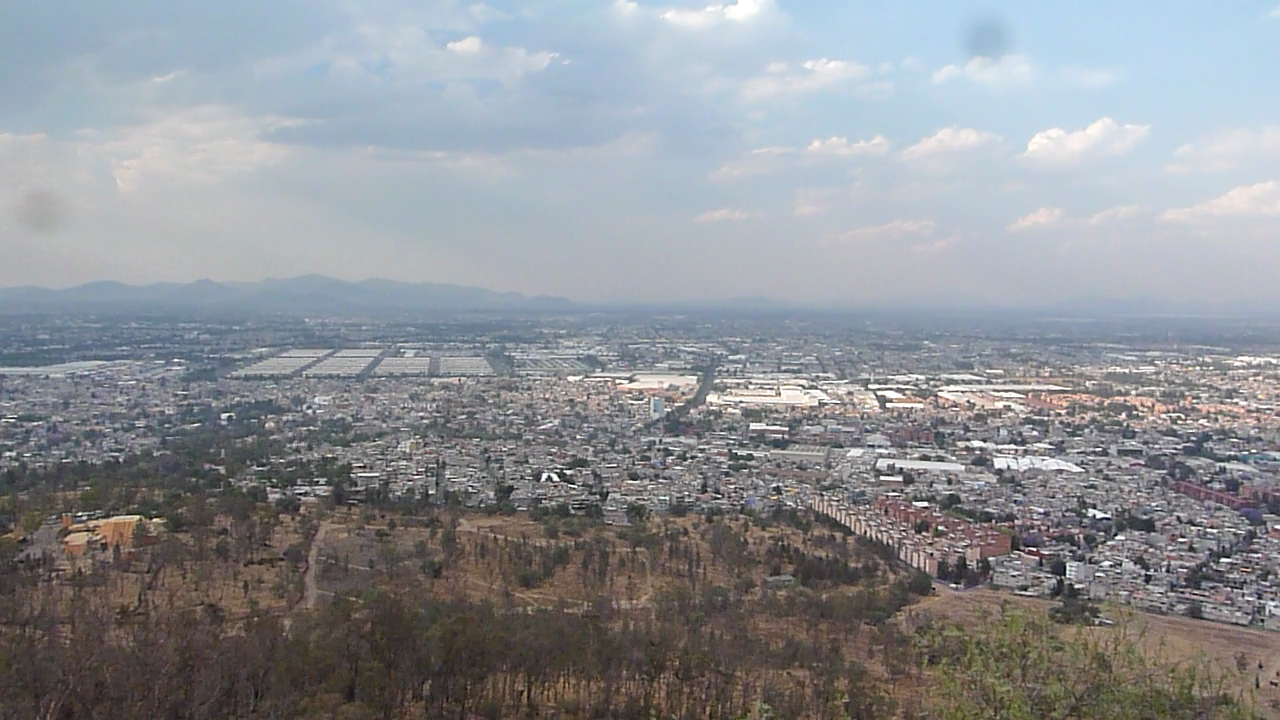
Kilátás észak felé